# Tarnopolski Okręg Etapowy
Tarnopolski Okręg Etapowy – okręg etapowy Wojska Polskiego.

## Formowanie i zmiany organizacyjne
Tarnopolski Okręg Etapowy powołano w grudniu 1919. 
Rozkaz NDWP L.564/IV z 7 stycznia przewidywał stopniowe opuszczanie terenu Galicji przez formacje etapowe. Od 1 lutego z obszaru wojennego wyłączono dwanaście powiatów galicyjskich, a DOE „Lwów” do tego dnia miało zmienić nazwę na DOE „Tarnopol” i przenieść się do nowej siedziby do Tarnopola.
Dyslokacja formacji etapowych przedłużyła się do marca. Wpłynęły na to problemy organizacyjne, transportowe, a także opóźnienia w nadsyłaniu z kraju batalionów wartowniczych.
Zarządzenie z 13 marca zapowiadało „jak najrychlejsze” wyłączenie z obszaru wojennego i oddanie DOGen. „Lwów” powiatów Borszczów, Czortków, Husiatyn, Trembowla, Skałat, Tarnopol, Zbaraż. Na Wołyniu przekazano ekspozyturze DOGen. Lublin w Kowlu powiaty etapowe Krzemieniec, Dubno i Łuck. Rozkaz operacyjny nr 7 DOE „Tarnopol” z 22 marca nakazał niezwłoczne zwinięcie dowództw dziesięciu ostatnich powiatów etapowych w Galicji oraz przejście obsady tych powiatów do właściwych im batalionów etapowych. Służbę wartowniczą w DPE przekazywano batalionom wartowniczym.
W marcu 1920 zlikwidowało dotychczasowe fronty, a walczące wojska podzielono na armie. Każdej armii przydzielono jeden okręg etapowy. OE „Tarnopol” przydzielono 6 Armii.
Do dyspozycji Okręg otrzymał następujące bataliony etapowe: III Lubelski, III Łódzki, I, II, III Lwowski, III Kielecki. W trakcie formowania były V i VI Lwowski bataliony etapowe.
Południową granicę OE Tarnopol wyznaczał bieg Dniestru, zachodnią: zachodnie granice powiatów Czortków, Trembowla, Tarnopol. Granicę północną stanowiły: północna granica powiatu Zbaraż, linia od miejscowości Toki do granicy powiatu Płoskirów oddzielająca część powiatu Starokonstantynów i podporządkowująca go DPE Płoskirów, północna granica powiatów Płoskirów i Latyczów oraz rzeka Boh.
Wyłączenie ostatnich powiatów Galicji Wschodniej z obszaru wojennego wiązało się z opuszczeniem Tarnopola przez dowództwo OE i przeniesieniem go do Płoskirowa. W związku z tym zapowiedziano zmianę nazwy OE Tarnopol na OE Płoskirów.
W tym czasie DOE dysponowało ośmioma batalionami etapowymi. 1 marca 1920  okręg etapowy liczył w stanie wyżywienia 577 oficerów, 12 638 podoficerów i szeregowców, w stanie bojowym 59 oficerów, 6677 podoficerów i szeregowców. Dysponował 62 karabinami maszynowymi. Po wcieleniu uzupełnień - 1 kwietnia w stanie wyżywienia posiadał 487 oficerów, 14 012 podoficerów i szeregowców, w stanie bojowym zaś 66 oficerów, 7372 podoficerów i szeregowców i 70 karabinów maszynowych.
Nowy kształt terytorialny i organizację OE Tarnopol wyznaczył rozkaz operacyjny nr 8 DOE z 11 kwietnia 1920.
Granicę południową Tarnopolskiego OE tworzył Dniestr, zachodnią: zachodnie granice powiatów Borszczów, Czortków, Trembowla, północną: północna granica powiatu Zbaraż, a następnie linia od miejscowości Toki przez Słobódkę, Kupiel, Czerniawkę i północna granica powiatu Płoskirów. Granica wschodnia pokrywała się ze wschodnią granicą powiatu Płoskirów, następnie linią kolejową łączącą powiat uszycki ze stacją Zieleńcze i dalej wschodnią granicą powiatu Kamieniec Podolski do Dniestru.
Podczas przygotowywania planów kampanii wojennej na Ukrainie wiosną 1920 dowództwo polskie musiało ustalić sposób funkcjonowania etapów na terytorium ukraińskim. Postanowienia zawarte w podpisanej 24 kwietnia 1920 konwencji wojskowej między Polską a Ukrainą przewidywały, że: „Tyły wojsk polskich ochraniać będzie polska żandarmeria polowa i polskie władze etapowe”.
25 kwietnia DOE Tarnopol nakazało V Lwowskiemu be stacjonującemu w Wiśniowcu ściągnąć załogi powiatów i stacji etapowych i transportem kolejowym udać się do Równego.Tego samego dnia rozkaz wyjazdu do Równego otrzymało dowództwu I Lwowskiego batalionu etapowego w Bazalii. 
26 kwietnia III Lwowski batalion etapowy otrzymał rozkaz wyjazdu koleją z Czarnego Ostrowa do Sokołówki, a stąd marszem pieszym do Wierbowiec do dyspozycji Dowództwa Etapu 6 Armii. 27 kwietnia  III Kieleckiego batalion etapowy  otrzymał rozkaz koncentracji wszystkich załóg w Tarnopolu i marszem pieszym  udania się do Płoskirowa.
W związku z planowanym na 1 maja kolejnym przesunięciem obszaru wojennego dalej na wschód DOE Tarnopol, pozostając w Tarnopolu, zmienił tego dnia nazwę na DOE Płoskirów. Rozkaz likwidował równocześnie dowództwo rejonu etapowego Wołyń i ustanawiał na wschód od Zbrucza dwa dowództwa powiatów: DPE Kamieniec Podolski pod dowództwem ppłk. Włodzimierza Krasnodębskiego oraz DPE Płoskirów ppłk. Kazimierza Nehrebeckiego.
Dyslokacja i stan liczebny oddziałów podległych 1 maja 1920
| DPE                | Bataliony etapowe             | m.p. batalionu     | Stacje etapowe                  | Oficerowie | Szeregowcy |
| ------------------ | ----------------------------- | ------------------ | ------------------------------- | ---------- | ---------- |
| Kamieniec Podolski | IV Lwowski batalion etapowy   | Kamieniec Podolski | Gorodok; Żwaniec                | 14         | 1011       |
| Płoskirów          | II Lwowski batalion etapowy   | Płoskirów          | Ostrów Czarny Felsztyn; Dereźna | 12         | 837        |
| Uszyca Nowa        | III Lubelski batalion etapowy | Dunajowce          |                                 | 17         | 1099       |
| Latyszew           | III Łódzki batalion etapowy   | Jarmolińce         |                                 | 17         | 539        |

## Oficerowie dowództwa okręgu
Dowódcy okręgu
- ppłk Bolesław Frey (był 13 III 1920[3])
- ppłk kaw. Tadeusz Rychliński (był 21 X 1920)

Struktura i obsada personalna w marcu 1920
- dowódca OE – płk Bolesław Frej
- zastępca dowódcy (inspektor wojsk etapowych) – mjr Antoni Kamiński
- szef sztabu OE – kpt. Władysław Pieniążek
- szef I Oddziału Organizacyjnego – kpt. dr Marcin Dragan
- szef II Oddziału Informacyjnego – nieobsadzony
- szef III Oddziału Bezpieczeństwa – nieobsadzony
- szef IV Oddziału Materiałowego – nieobsadzony
- szef V Oddziału Personalnego – por. Stanisław Wierzbiański
- szef Oddziału Żandarmerii Polowej OE
- szef Intendentury OE (w organizacji)
- oficer łączności – ppor. Józef Kranc
- szef sanitarny OE – mjr lek. dr Aleksander Domaszewicz
- lekarz weterynaryjny – rtm. lek. weterynarii Karol Czejkowski
- kapelan OE – ks. Józef Leńko
- referat sądowo-prawny – kpt. dr Włodzimierz Krynicki
- referat zdobyczy wojennej – kpt. Jan Słuszkiewicz

Ponadto w skład dowództwa wchodziła: kancelaria, oddział sztabowy, zarząd gmachu, oficer prowiantowy, oficer kasowy, zarząd stołowni oficerskiej.